# Rising Force Online
 (avril 2019).
Si vous disposez d'ouvrages ou d'articles de référence ou si vous connaissez des sites web de qualité traitant du thème abordé ici, merci de compléter l'article en donnant les références utiles à sa vérifiabilité et en les liant à la section « Notes et références ».
Rising Force Online (ou RF Online), ou Romance & Fantasy Online sous son nom original est un jeu de rôle en ligne massivement multijoueurs (MMORPG) développé par CCR Inc. La première version du jeu est sortie en Corée, puis au Japon, en Chine et au Brésil.
Il est dorénavant entièrement traduit en français. Ce MMORPG gratuit en 3D combine fantaisie et science-fiction. Il met à l'honneur le PVP (joueur contre joueur) et RVR (race vs race).Le jeu prend place sur la planète Novus, planète clé pour la conquête de l'univers que se disputent les trois races : bellatos, accretiens et coras.
L'Empire Accrétien est un régime alien totalitaire de créatures mécaniques aux armes dévastatrices. L'Union Bellato est un peuple de commerçants expansionnistes qui utilise une technique de pointe. L'alliance Cora est une civilisation spirituelle dotée de fortes croyances religieuses.
Une fois la race choisit, le joueur doit défendre les siens face aux terrifiants monstres de la planète Novus et affronter les autres races pour la conquête de l'univers.